# Championnat sud-américain des clubs champions de football
Le Championnat sud-américain des clubs champions (en espagnol : Campeonato Sudamericano de Campeones) est une compétition de football qui a eu lieu une seule fois en 1948 et qui regroupait les meilleures formations sud-américaines de 1947. C'est le champion du Chili, Colo-Colo qui eut l'idée d'organiser cette épreuve qui se déroula ainsi à Santiago au Chili. 
En 1996, cette épreuve fut reconnue par la CONMEBOL comme l'ancêtre de la Copa Libertadores, permettant à son vainqueur, le Vasco da Gama, de participer à la Supercopa Sudamericana qui regroupe les anciens vainqueurs de la Copa Libertadores,.

## Participants
| \| River Plate Litoral Vasco da Gama Colo-Colo Emelec Deportivo Municipal Nacional \| Clubs participants |
| River Plate Litoral Vasco da Gama Colo-Colo Emelec Deportivo Municipal Nacional                          |

| Pays | Équipe              | Classement                      |
| ---- | ------------------- | ------------------------------- |
|      | River Plate         | Champion d'Argentine 1947       |
|      | Litoral             | Champion de La Paz 1947         |
|      | Vasco da Gama       | Champion Carioca 1947           |
|      | Colo-Colo           | Champion du Chili 1947          |
|      | Emelec              | Champion du Guayas amateur 1946 |
|      | Deportivo Municipal | Vice-champion du Pérou 1947     |
|      | Nacional            | Champion d'Uruguay 1947         |

## Classement
Les Brésiliens de Vasco da Gama remportent le classement et la compétition.
Le tableau suivant liste le détail du classement ainsi que, sur chaque ligne, les résultats de l'équipe correspondante face aux concurrents.
| Rang | Équipe              | Pts | J | G | N | P | Bp | Bc | Diff |  | Résultats (▼ dom., ► ext.) |     |     |     |     |     |     |     |
| ---- | ------------------- | --- | - | - | - | - | -- | -- | ---- |  | -------------------------- | --- | --- | --- | --- | --- | --- | --- |
| 1    | Vasco da Gama       | 10  | 6 | 4 | 2 | 0 | 12 | 3  | +9   |  | Vasco da Gama              |     | 0-0 | 4-1 | 4-0 | 1-1 | 2-1 | 1-0 |
| 2    | River Plate         | 9   | 6 | 4 | 1 | 1 | 12 | 4  | +8   |  | River Plate                | 0-0 |     | 0-3 | 2-0 | 1-0 | 5-1 | 4-0 |
| 3    | Nacional            | 8   | 6 | 4 | 0 | 2 | 16 | 11 | +5   |  | Nacional                   | 1-4 | 3-0 |     | 3-2 | 2-3 | 3-1 | 4-1 |
| 4    | Deportivo Municipal | 6   | 6 | 3 | 0 | 3 | 12 | 11 | +1   |  | Deportivo Municipal        | 0-4 | 0-2 | 2-3 |     | 3-1 | 3-1 | 4-0 |
| 5    | Colo-Colo           | 6   | 6 | 2 | 2 | 2 | 11 | 11 | 0    |  | Colo-Colo                  | 1-1 | 0-1 | 3-2 | 1-3 |     | 4-2 | 2-2 |
| 6    | Litoral             | 2   | 6 | 1 | 0 | 5 | 9  | 18 | -9   |  | Litoral                    | 1-2 | 1-5 | 1-3 | 1-3 | 2-4 |     | 3-1 |
| 7    | Emelec              | 1   | 6 | 0 | 1 | 5 | 4  | 18 | -14  |  | Emelec                     | 0-1 | 0-4 | 1-4 | 0-4 | 2-2 | 1-3 |     |

## Résultats
| Date            | Ville    | Rencontre           | Rencontre | Rencontre | Rencontre | Rencontre           |
| --------------- | -------- | ------------------- | --------- | --------- | --------- | ------------------- |
| 11 février 1948 | Santiago | Colo-Colo           |           | 2-2       |           | Emelec              |
| 14 février 1948 | Santiago | Vasco da Gama       |           | 2-1       |           | Litoral             |
| 14 février 1948 | Santiago | Nacional            |           | 3-2       |           | Deportivo Municipal |
| 18 février 1948 | Santiago | River Plate         |           | 4-0       |           | Emelec              |
| 18 février 1948 | Santiago | Vasco da Gama       |           | 4-1       |           | Nacional            |
| 21 février 1948 | Santiago | River Plate         |           | 2-0       |           | Deportivo Municipal |
| 21 février 1948 | Santiago | Colo-Colo           |           | 4-2       |           | Litoral             |
| 25 février 1948 | Santiago | Nacional            |           | 3-1       |           | Litoral             |
| 25 février 1948 | Santiago | Vasco da Gama       |           | 4-0       |           | Deportivo Municipal |
| 28 février 1948 | Santiago | Vasco da Gama       |           | 1-0       |           | Emelec              |
| 28 février 1948 | Santiago | Deportivo Municipal |           | 3-1       |           | Colo-Colo           |
| 3 mars 1948     | Santiago | Litoral             |           | 3-1       |           | Emelec              |
| 3 mars 1948     | Santiago | Nacional            |           | 3-0       |           | River Plate         |
| 8 mars 1948     | Santiago | Deportivo Municipal |           | 4-0       |           | Emelec              |
| 8 mars 1948     | Santiago | Colo-Colo           |           | 1-1       |           | Vasco da Gama       |
| 9 mars 1948     | Santiago | River Plate         |           | 5-1       |           | Litoral             |
| 9 mars 1948     | Santiago | Colo-Colo           |           | 3-2       |           | Nacional            |
| 14 mars 1948    | Santiago | Nacional            |           | 4-1       |           | Emelec              |
| 14 mars 1948    | Santiago | Vasco da Gama       |           | 0-0       |           | River Plate         |
| 17 mars 1948    | Santiago | Deportivo Municipal |           | 3-1       |           | Litoral             |
| 17 mars 1948    | Santiago | River Plate         |           | 1-0       |           | Colo-Colo           |